# 김한별 (아나운서)
김한별(1981년 9월 15일 ~ )은 대한민국의 KBS 36기 공채 아나운서이다.
에세이 <라테파파>를 집필한 작가이자, 싱글 앨범 <네가 웃으면>을 발표한 가수이자 작사가이다.
2010년 3월 1일 KBS에 입사했으며, 2024년 2월 29일에 15년 만에 KBS를 퇴사했다.

## 학력
- 서현고등학교
- 서강대학교 신문방송학과 학사

## 경력
- 1999년 : 도전! 골든벨 《서현고등학교 편》 참가 <접속!신세대> 코너 시절 당시 최초로 원년의 소속 학교 참가 (KBS 1TV) (1999년 1월 8일 방송분, 도전 골든벨 출신 최초의 KBS 아나운서)
- 2010년 4월 ~ 2024년 2월 : KBS 광주방송총국 편성제작국 아나운서부 아나운서
- 2010년 3월 : KBS 아나운서실 아나운서
- 2010년 3월 ~ 2024년 2월 : KBS 36기 공채 아나운서

## 수상
- 2020 한국 아나운서대상 예능부분 TV 진행상
- 2016 한국 PD연합회 TV 진행자상
- 2017 브런치 작가 프로젝트 금상
- 2024 밀리의서재 X 스푼라디오 '오디오 크리에이터 오디션' 최종 우승

## 저서
- 에세이 <라테파파-KBS 김한별 아나운서의 육아대디 성장기> (이야기나무)
- <아나운서 묻고, ChatGPT&바드 답하다> (열린인공지능)
- 고급 언론고시 실전 연습 <작문 편> (시대고시)
- 고급 언론고시 실전 연습 <방송학 편> (시대고시)
- 고급 언론고시 실전 연습 <논술 편> (시대고시)
- 고급 언론고시 실전 연습 <작문 편> (개정판, 시대고시)
- 고급 언론고시 실전 연습 <방송학 편> (개정판, 시대고시)

## 앨범
- 싱글 앨범 <네가 웃으면> (보컬, 작사)

## 진행 및 출연

### 텔레비전
- KBS 1TV : 뉴스광장 (광주 1TV)
- KBS 1TV : 콘서트 필
- KBS 1TV : 음악의 숲
- KBS 1TV : KBS 광주 열린마당
- KBS 1TV : 생생 3도
- KBS 1TV : 아침마당 <전국 팔도의 베테랑 아나운서 특집>
- KBS 1TV : 도전 골든벨 900회 특집 <역대 최강자전>
- KBS 1TV : 전국 노래자랑 <아나운서 특집>
- KBS 1TV : 음악의 숲
- KBS 1TV : 뉴스 930 (광주 1TV)
- KBS 1TV : KBS 별별다방 (전국방송, 매주 목요일 오후 1시 ~ 1시 50분)
- KBS 1TV : KBS 최초 양궁예능 언니랑 쏠래 (전국방송, with 신수지, 모에카 등)
- KBS 1TV : KBS 별똥별 (전국방송, with 개그맨 김용명, 올라이즈밴드, 김한별 아나운서)
- KBS 1TV : KBS 6시 내고향 '담양 편' 특별 MC (김재원 아나운서, 김솔희 아나운서, 김한별 아나운서)

### 라디오
- KBS 해피FM : 추억공감 11시 (별디, 2010~2024)

## 여담
- KBS 창사 이래 '육아 휴직'을 사용한 첫 번째 남자 아나운서다. (2017년 3월)
- <라테파파> 라는 에세이를 쓴 작가다.
- 브런치 제 4회 작가 프로젝트에서 금상을 수상한 작가다.
- 2018년 2월 14일에 네가 웃으면이라는 음원을 낸 가수다.
- <네가 웃으면>의 뮤직비디오를 직접 만들었다.
- 자신이 진행하는 프로그램에 <콘서트 필>에서 현재의 아내에게 직접 프로포즈를 한 적이 있다.
- 키는 180cm이다.
- 중학교 때까지 육상선수였다. (1996년 성남시 육상대회 높이 뛰기 2위, 400M 계주 1위)
- 서현고등학교 재학시절에, KBS 도전 골든벨 1회 <분당 서현고> 편에 참여하였던 적 있다.
- 나중에 KBS 아나운서가 되어서 KBS 도전 골든벨 900회 특집 <역대 최강자전>에 출연했다.
- 서현고등학교 재학시절에, EBS 장학퀴즈에서 모교(서현고)의 로고송을 불렀다.
- 서현고등학교 재학시절에, EBS 논리와 논술 프로그램에 학교 대표로 출연했다.
- 서현고등학교 재학시절에, 축제(한빛제)에서 에메랄드 캐슬의 <발걸음>과 이승환의 <세가지 소원>을 불러서 대상을 차지한 적이 있다.
- 서강대학교 노래동아리 <에밀레> 출신이다.
- 스윙댄스와 라인댄스 강사였다.
- 아나운서 지망생 시절, 현직 아나운서들에게 E-mail 을 보내 직접 만나 조언을 듣는 <언론계 현직인 100명 만나기 프로젝트>를 진행했다. 아나운서가 되어 KBS 아침마당 <아나운서 특집>에 출연해서, 진행자인 윤인구, 오유경 아나운서와의 에피소드를 말하기도 했다.
- <고급 언론고시 실전연습> 시리즈를 공동 집필하며, 언론고시, 글쓰기, 취업멘토로 활발한 활동을 하고 있다.
- 'AI 아나운서가 방송에 투입된 뉴스를 직접 전달한, 인간 아나운서'라는 쇼츠 영상으로 유명세를 탔다. 그 이후, 가만히 있다가는 잡아먹힐 수 있다는 위기감에 AI 공부를 시작해서, 그 과정에서 <아나운서 묻고, ChatGPT & 바드 답하다>(2023, 열린인공지능)라는 책을 집필했다.
- 2024년 밀리의 서재와 스푼라디오가 진행한 '오디오 크리에이터-데뷔할 목소리를 찾습니다' DJ 프로젝트에서 최종 우승을 차지했다.
- 2019년 03월 03일, KBS 전국노래자랑 <아나운서 특집> 에서 김범수의 <보고싶다> 발라드를 불러서, 뛰어난 노래 실력에도 불구하고 아깝게 최우수상을 놓쳤다. 당시 훌륭한 노래실력을 지녔지만, 노래자랑의 특성상 발라드는 최우수상 수상에 불리하다는 심사위원 평가를 받기도 했다. 방송 뒤풀이 자리에서 담당PD와 심사위원에게 다음에 도전할 때는 발라드가 아닌 다른 장르의 노래를 불러달라는 요청을 받았는데, 다음 <아나운서 특집>인 2024년 03월 03일 직전에 퇴사를 결정해서(2024년 02월 29일 희망퇴직), 아깝게 그 약속은 지킬 수 없었다.
- 2019년 KBS광주 청량 콘서트, 오마이걸의 무대에서 갑자기 음향사고가 난 상황이 있었는데, 이때 오마이걸 멤버들은 당황하지 않고 무반주 라이브를 선보였다. MC였던 김한별 아나운서는 담당PD의 콜을 받고 무대 위로 올라가 상황을 수습했다. 이때 무례하지 않게, 오마이걸의 무반주 노래에 살랑살랑 춤을 추고 들어가서, 가장 먼저 오마이걸 멤버들에게 사과를 하고 관객들을 안심시켰다. 이 영상은 130만 회가 넘게 유튜브에서 화제가 되며, 오마이걸의 목과 관객의 흥을 지켜준 MC의 예의 있는 센스라는 반응으로 많은 사랑을 받았다.
- 2012년부터 유튜브를 시작했다. 회사 내에서 누구보다 유튜브와 뉴미디어를 빠르게 시작했던 그는, 회사로부터 아나운서가 아닌 크리에이터로 뉴미디어팀에 합류할 것을 제안 받았다. KBS광주총국 내의 뉴미디어팀 <플레이버튼>(현 901K, 구독자 25만 명)의 론칭에 참여해서, 콘텐츠를 직접 만들고 (기획, 촬영, 편집, 출연 모두 직접 함), KBS의 강점이라고 할 수 있는 아카이브를 활용한 영상들의 콘텐츠 아이디어로, 무려 5000만 회가 넘는 조회수의 영상들을 만들고 채널을 성장시킨 크리에이터이다. <플레이버튼>(현 901K, 구독자 25만 명)의 첫 영상은 김한별 아나운서가 직접 만들었다.
- 2023년 11월 KBS 남자 아나운서 중 처음으로 두 번째 육아휴직을 사용했다. 육아휴직 중이던 2024년 2월 29일 KBS에서 실시한 명예/희망퇴직을 통해 15년 동안의 KBS 생활을 마무리했다